# Acanthogorgia spissa
Acanthogorgia spissa is een zachte koraalsoort uit de familie Acanthogorgiidae. De koraalsoort komt uit het geslacht Acanthogorgia. Acanthogorgia spissa werd in 1909 voor het eerst wetenschappelijk beschreven door Kükenthal. 